# أنطور أسود النقط
أنطور أسود النقط (الاسم العلمي:Anthurium nigropunctatum) هو نوع من النباتات يتبع جنس الأنطور من الفصيلة اللوفية.